# 1,4,7-三氮杂三环癸烷
1,4,7-三氮杂三环[5.2.1.04,10]癸烷是一种有机化合物，化学式为C7H13N3。它可由1,4,7-三氮杂环壬烷和二甲基甲酰胺二甲基缩醛在甲苯中回流反应制得。它和溴化苄在四氢呋喃中反应，可以得到溴化-N-苄基-1,4,7-三氮杂三环[5.2.1.04,10]癸烷。